# Fabijan Komljenović
Fabijan Komljenović (Zagreb, 16 januari 1968) is een Kroatisch voormalig voetballer.

## Carrière
Fabijan Komljenović begon zijn carrière in eigen land. In 1996 dwong hij met KRC Genk de promotie af naar de hoogste afdeling. Met 14 doelpunten werd hij ook clubtopschutter. Komljenović sloot zijn carrière in 2000 af bij Pohang Steelers in Zuid-Korea.

### Belgische nationale ploeg
In 1991 speelde Fabijan Komljenović een vriendschappelijke wedstrijd met het Kroatisch voetbalelftal tegen Slovenië. Hij scoorde het enige doelpunt in deze wedstrijd.

## Statistieken
| Seizoen | Club                           | Land       | Competitie         | Wedstrijden | Doelpunten |
| ------- | ------------------------------ | ---------- | ------------------ | ----------- | ---------- |
| 1988/89 | Dinamo Zagreb                  | Kroatië    | Prva Liga          | 10          | 0          |
| 1989/91 | HNK Rijeka                     | Kroatië    | Prva Liga          | 50          | 13         |
| 1991/92 | NK Zagreb                      | Kroatië    | 1. HNL             | 14          | 3          |
| 1993/94 | Schalke 04                     | Duitsland  | Bundesliga         | 2           | 0          |
| 1994/95 | NK Istra 1961                  | Kroatië    | 1. HNL             | 34          | 7          |
| 1995/96 | KRC Genk                       | België     | Proximus League    | 32          | 14         |
| 1996/97 | NK Zagreb                      | Kroatië    | 1. HNL             | 15          | 3          |
| 1997/98 | Harelbeke                      | België     | Jupiler Pro League | 14          | 0          |
| 1998/99 | NK Hrvatski Dragovoljac Zagreb | Kroatië    | 2. HNL             | 15          | 3          |
| 1999/00 | NK Marsonia Slavonski Brod     | Kroatië    | 2. HNL             | 34          | 7          |
| 2000    | Pohang Steelers                | Zuid-Korea | K-League           | 7           | 0          |
|         |                                |            | Totaal             | 227         | 50         |